# 小原一成
小原 一成（おばら かずしげ、1959年12月27日 - ）は、日本の研究者。東京大学地震研究所所長。日本地震学会会長。地震予知連絡会副会長。宮城県仙台市若林区生まれ。

## 人物・経歴
- 1983年3月 - 東北大学理学部天文及び地球物理学科第二卒業
- 1985年
  - 3月 - 東北大学大学院理学研究科地球物理学専攻博士前期課程修了[1]
  - 4月 - 科学技術庁国立防災科学技術センター入所
- 2001年4月 - 防災科学技術研究所防災研究情報センター高感度地震観測管理室室長
- 2006年4月 - 防災科学技術研究所地震研究部副部長兼地震観測データセンター長[1]
- 2010年5月 - 東京大学地震研究所教授[1]
- 2013年12月 - アメリカ地球物理学連合フェロー[1]
- 2015年4月 - 東京大学地震研究所所長[2]
- 2018年 - 国立大学共同利用・共同研究拠点協議会会長[3]
- 2019年4月 - 地震予知連絡会副会長[1]
- 2020年 - 日本地震学会会長[4]

## 受賞・栄典
- 2003年 - 科学技術分野文部科学大臣表彰
- 2007年 - 井上学術賞[1]
- 2018年 - 日本地震学会賞
- 2022年 - 紫綬褒章[5][6]
- 2024年 - 日本学士院賞・恩賜賞[7]